# Coriolano (peça teatral)

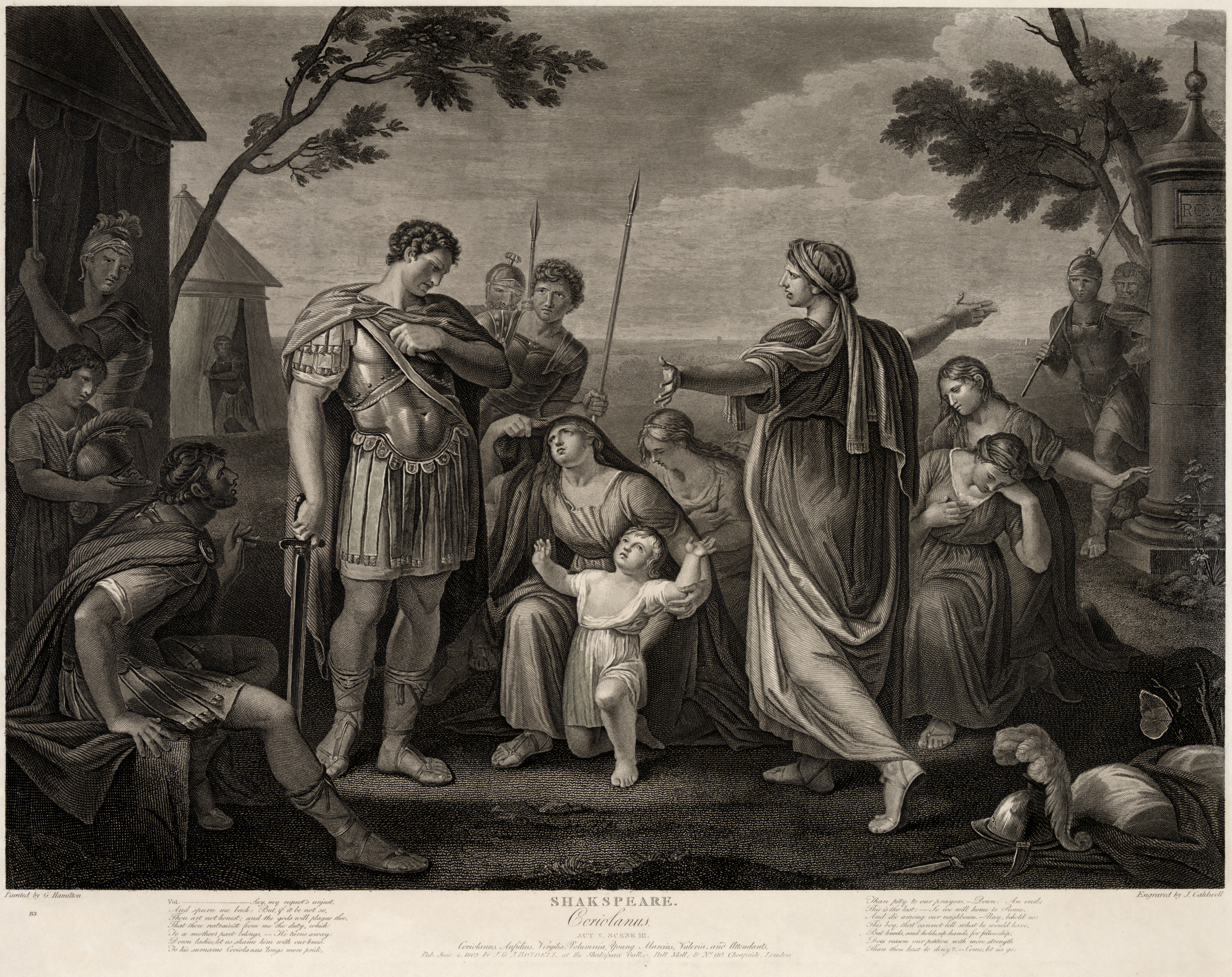
Coriolanus

Coriolano (no original em inglês, Coriolanus) é uma tragédia de 1608 do dramaturgo inglês William Shakespeare, que seguiu a biografia de Plutarco de Queroneia, célebre autor de biografias de diversos gregos antigos. Caio Márcio fica conhecido como Coriolano após vencer uma batalha contra os volscos.

## A história

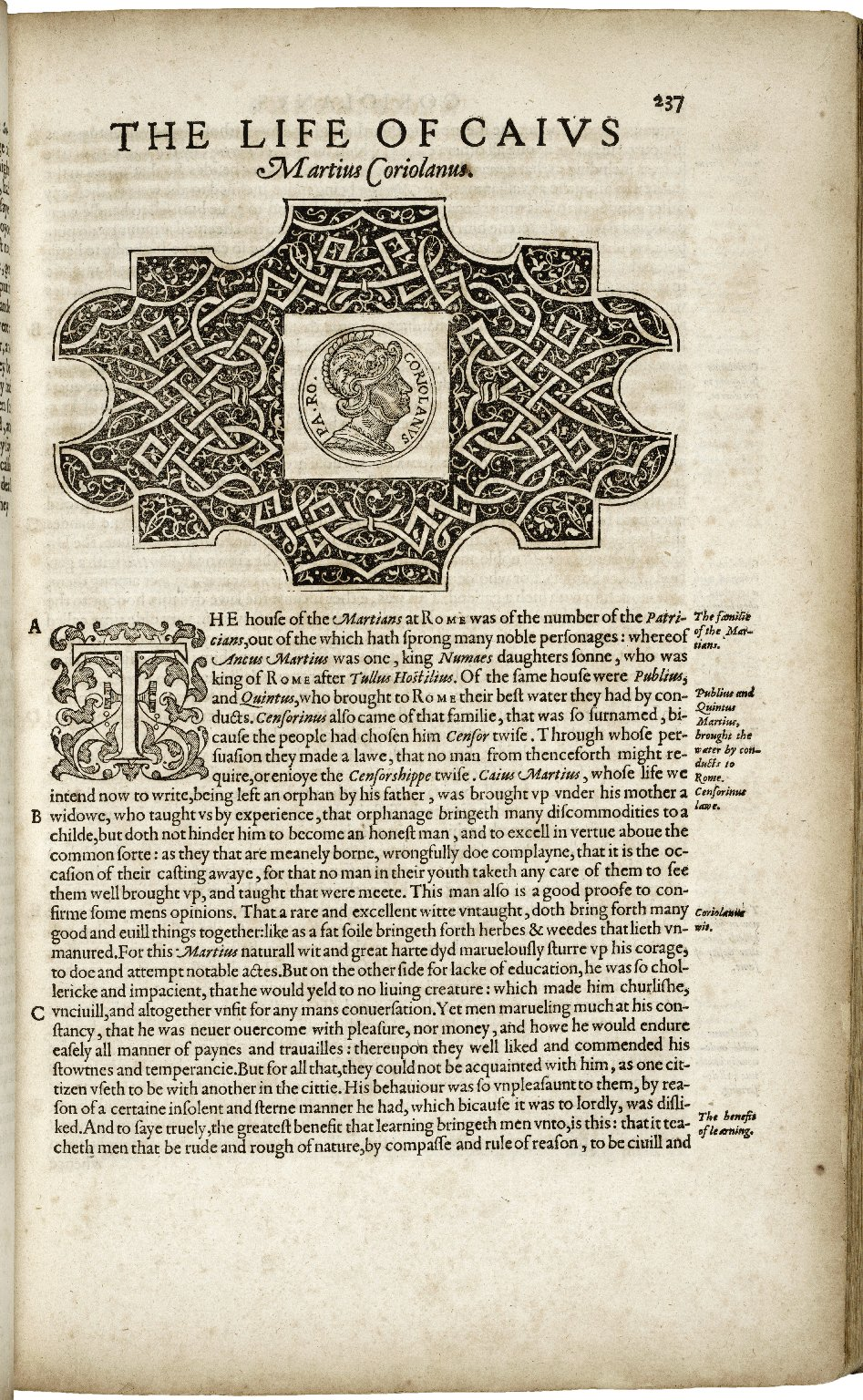
A primeira página de A Vida de Caio Márcio Coriolano da tradução de Thomas North de 1579 das Vidas dos nobres gregos e romanos de Plutarco.

Caio Márcio, general romano que tomou a cidade de Corioli dos volscos, se tornou a figura política mais odiada entre o povo romano. A cidade se enervou e os nobres temerosos que o grassar da fome atiçasse ainda mais o rancor entre as classes, não acatou as terríveis sugestões de Coriolano.
Este por sua vez, furioso com que considerou uma vergonhosa capitulação do patriciado frente a plebe, não demorou, banido pelos romanos, em refugiar-se nos acampamentos dos volscos, eternos adversários daquela Roma dos primeiros tempos. Lá, dominado pelo ressentimento e pelo desejo de vingança, entrou em conluio com Aufídio, o rei inimigo, para vir pôr Roma em sítio. A cidade, ainda carregada com os desaforos da estiagem, viu-se ainda cercada pelo caudilho reacionário e por seus inimigos.
Segundo a lenda, foi Volúmnia, a mãe de Caio Márcio, e parece que sua mulher Vergília também, que, visitando-o nas trincheiras, convenceram-no a desistir de submeter a sua cidade natal aquele terrível padecimento. Coriolano, acatando o apelo das duas entregou-se ao destino. Retornou para a cidade dos volscos e lá deixou-se matar pela turba que o acusou de falso e traidor. Palavras do próprio Caio Márcio para sua mãe: Oh mãe! Salvastes a pátria, mas perdestes o filho.
A tragédia parece inspirada por violento ódio contra o povo e a democracia, mas também por domável espírito de revolta e de liberdade do indivíduo.